# Love You Live
Love You Live är ett dubbelt livealbum av The Rolling Stones, utgivet 1977 på Rolling Stones Records. Albumet spelades in under Black and Blue-turnén. Om man jämför det äldre livelabumet Get Yer Ya Ya's Out kan man notera att på Ya Ya's satsas det mer på musik medan det här albumet innehåller mer spexande och showande från gruppen.

## Låtlista
Låtar utan upphovsman skrivna av Mick Jagger och Keith Richards.

### Skiva 1
1. "Introdution: "Fanfare for the Common Man" (Aaron Copland) - 1:24
2. "Honky Tonk Women" - l3:21
3. "If You Can't Rock Me"/"Get Off of My Cloud" - 5:00
4. "Happy" - 2:55
5. "Hot Stuff" - 4:37
6. "Star Star" - 4:09
7. "Tumbling Dice" - 4:01
8. "Fingerprint File" - 5:17
9. "You Gotta Move" (Gary Davis, Fred McDowell) - 4:19
10. "You Can't Always Get What You Want" - 7:44

### Skiva 2
1. "Mannish Boy" (Bo Diddley, Mel London, Muddy Waters) - 5:56
2. "Crackin' Up" (Bo Diddley) - 3:59
3. "Little Red Rooster" (Chester Arthur Burnett, Willie Dixon) - 4:03
4. "Around and Around" (Chuck Berry) - 4:02
5. "It's Only Rock 'n Roll (But I Like It)" - 4:26
6. "Brown Sugar" - 3:12
7. "Jumpin' Jack Flash" - 3:29
8. "Sympathy for the Devil" - 7:57